# Dècada del 1640

## Esdeveniments
- Guerra dels Segadors
- Portugal torna a aconseguir la seva independència
- Invenció del termòmetre i de la màquina de sumar
- 1648 - Pau de Westfàlia
- Guerra civil a Anglaterra

## Personatges destacats
- Rubens, pintor
- René Descartes, filòsof
- Pau Claris, polític català
- Galileo Galilei
- Blaise Pascal
- Innocenci X, papa